# قاپان‌لی (قره آغاجی)
قاپان‌لی (به لاتین: Qapanlı) یک منطقه مسکونی در جمهوری آذربایجان است که در شهرستان ترتر واقع شده است.